# Стоукс, Киа
Киа Стоукс (англ. Kiah Stokes; род. 30 марта 1993 года в Сидар-Рапидс, Айова) — американская профессиональная баскетболистка, выступающая в женской национальной баскетбольной ассоциации за клуб «Лас-Вегас Эйсес». Она была выбрана на драфте ВНБА 2015 года в первом раунде под общим одиннадцатым номером командой «Нью-Йорк Либерти». Играет на позиции центровой.

## Ранние годы
Киа родилась 30 марта 1993 года в городе Сидар-Рапидс (штат Айова) в семье Грега Стоукса, бывшего игрока НБА, и Джули Саддлер, у неё есть брат, Дариус, училась же в соседнем городе Марион в средней школе Линн-Мар, в которой выступала за местную баскетбольную команду.